# Guillaume de Baskerville
Pour les articles homonymes, voir Baskerville.
Guillaume de Baskerville est un personnage de fiction apparaissant dans le roman Le Nom de la rose (1980) d'Umberto Eco. Il fut interprété par Sean Connery dans le film du même nom réalisé en 1986 par Jean-Jacques Annaud, ainsi que par John Turturro dans une mini-série télévisée italo-allemande de 2019.

## Histoire

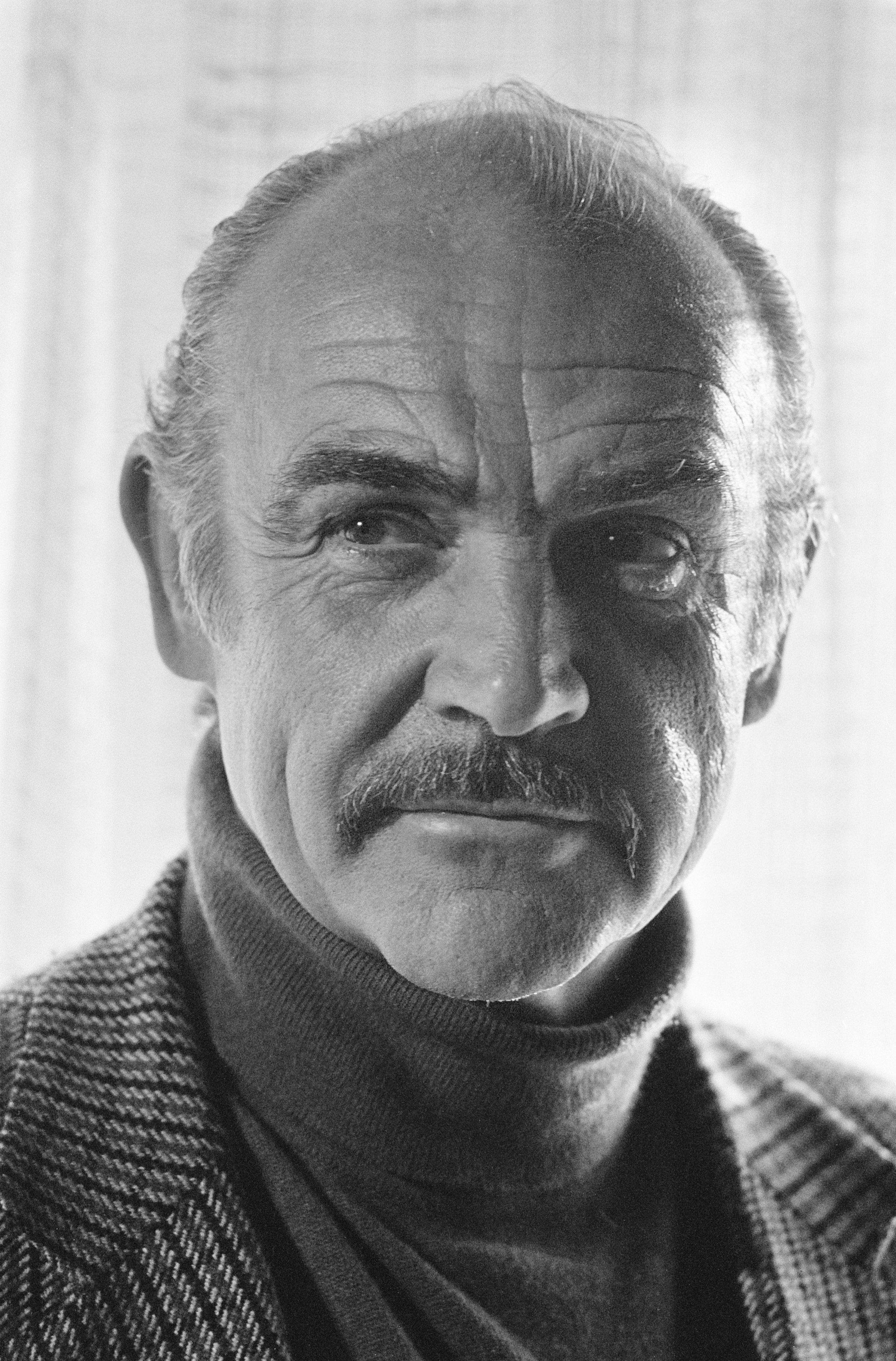
Sean Connery a interprété le rôle de Guillaume de Baskerville dans l'adaptation cinématographique du roman d'Umberto Eco.

Guillaume de Baskerville est un  frère franciscain du  XIVe siècle particulièrement érudit, et par ailleurs conseiller de l’Empereur. Il a également un passé d'inquisiteur. 
À l'époque où il exerçait cette fonction, il était l'ami  d'Ubertin de Casale, avec qui il entretenait une relation presque fraternelle. Ce dernier était impliqué dans un conflit sérieux avec des frères du Libre-Esprit,  qui faisaient valoir une opposition très virulente à l'encontre de Claire de Montefalco (grande amie d'Ubertin), mais s'adonnaient aussi à la séduction de religieuses cloîtrées et bafouaient le sacré. Ubertin se fit passer pour un disciple de ces hérétiques et, après les avoir ainsi confondus, porta l'affaire devant l'Inquisition, exigeant des peines sévères et des supplices pour ceux qui avaient insulté son amie.  Aigri par les revendications pressantes d'Ubertin, Guillaume quitta alors sa fonction d'inquisiteur et entra à la cour impériale, où se lia d'amitié avec Jean de Jandun et le théologien impérial gibelin Marsile de Padoue. Il fut chargé de se rendre dans une lointaine abbaye bénédictine de la congrégation clunisienne, située dans les montagnes d'Italie du Nord, pour organiser une réunion entre les délégués du pape et ceux de l'empereur, au cours de laquelle serait évoquée l'hérésie éventuelle du groupe franciscain des « spirituels ».  Les représentants du pape auraient été majoritairement des Dominicains.
Guillaume arriva à l'abbaye en compagnie du novice Adso da Melk, fils cadet du baron de Melk. Cependant, l'abbé lui demanda à son arrivée, compte tenu de sa réputation d’homme perspicace et intelligent et de sa longue expérience d’inquisiteur, d’enquêter sur la mort étrange d’un moine survenue récemment.  Les déductions de Guillaume lui permirent d'approcher progressivement la vérité sur les morts successives dont l'abbaye était le théâtre, mais y parvint trop tard pour éviter la fin tragique qu'est l'incendie de la bibliothèque. 
À la suite de ces événements, Guillaume et Adso se séparèrent, le maître offrant ses lunettes à son jeune disciple. Le même Adso rapporte que Guillaume fut  par la suite victime de la peste noire.

## Inspiration

### Sherlock Holmes
Du fait de diverses caractéristiques telles que l'apparence physique, la méthode d'enquête, la capacité de déduction et la recherche permanente de la vérité, Guillaume de Baskerville rappelle le Sherlock Holmes des romans policiers de Sir Arthur Conan Doyle. D'autre part, le lien est rendu encore plus explicite par Umberto Eco via le choix de son nom, Le Chien des Baskerville étant le titre d'un des romans les plus connus et lus de la série des Sherlock Holmes,. 
Les correspondances entre les deux personnages sont évidentes dans les premières pages des deux romans.  Également décrits par leurs assistants respectifs, tous deux ont l'air apathiques et absents, probablement à cause des effets de la drogue. La cocaïne est en cause concernant Holmes. Et dans le cas de Guillaume, Adso rapporte qu'il s'est souvent arrêté près des bois pour ne revenir qu'après un certain temps  Lors de la première apparition, tous deux font preuve d'un grand esprit d'observation vis-à-vis des « signes de la nature » et se retrouvent sur les traces d'un cheval. En effet Holmes, dans son premier livre, Une étude en rouge, parvient à déduire la hauteur, le pas et l'état de santé des chevaux qui ont tiré la voiture de l'assassin. Pour sa part, Guillaume en déduit le nom, la couleur, la hauteur et la taille de Brunello, le meilleur cheval du monastère, tout juste échappé.  Les deux personnages sont également déclarés morts à un moment donné de leur histoire.  Effectivement, on croit Holmes mort, dans la nouvelle Le Dernier Problème, après l'issue peu favorable d’un duel avec son grand ennemi Moriarty. Guillaume, quant à lui, est porté pour mort après avoir reconnu, après la torture et une certaine souffrance, la condamnation du tribunal de l'Inquisition qui le qualifiait d'hérétique en raison de sa grande perspicacité et de son intelligence.

### Guillaume d'Ockham
La deuxième inspiration est Guillaume d'Ockham (souvent cité par Guillaume de Baskerville), considéré avec Thomas d'Aquin comme l'un des plus importants représentants de la philosophie médiévale et qui, à l'instar de son homonyme littéraire, a été victime de la peste.  

### Bernard Délicieux
Bernard Délicieux, frère lecteur du couvent franciscain de Carcassonne qui est cité dans le roman, est une autre source, implicite, du personnage de Guillaume de Baskerville. Le héros du roman lui emprunte sa volonté de justice, sa défense des hérétiques et des franciscains spirituels, ses démêlés avec l'Inquisition, notamment avec Bernard Gui qui le fit emprisonner.